# Sollevamento pesi ai Giochi della VII Olimpiade
Le competizioni di sollevamento pesi dei Giochi della VII Olimpiade si sono svolte allo stadio Olimpico di Anversa dal 29 al 31 agosto 1920. Il programma ha visto la disputa di 5 categorie.

## Podi
| Evento                          | Oro             | Perform. | Argento           | Perform. | Bronzo            | Perform. |
| Pesi piuma (dettagli)           | Frans De Haes   | 220,0    | Alfred Schmidt    | 210,0    | Eugène Ryther     | 195,0    |
| Pesi leggeri (dettagli)         | Alfred Neuland  | 257,5    | Louis Williquet   | 240,0    | Georges Rooms     | 230,0    |
| Pesi medi (dettagli)            | Henri Gance     | 245,0    | Pietro Bianchi    | 235,0    | Albert Pettersson | 235,0    |
| Pesi massimi-leggeri (dettagli) | Ernest Cadine   | 295,0    | Fritz Hünenberger | 277,5    | Erik Pettersson   | 267,5    |
| Pesi massimi (dettagli)         | Filippo Bottino | 265,0    | Joseph Alzin      | 260,0    | Léon Bernot       | 255,0    |

## Medagliere
| Posizione | Paese       |   |   |   | Totale |
| --------- | ----------- | - | - | - | ------ |
| 1         | Francia     | 2 | 0 | 1 | 3      |
| 2         | Belgio      | 1 | 1 | 1 | 3      |
| 3         | Estonia     | 1 | 1 | 0 | 2      |
| 3         | Italia      | 1 | 1 | 0 | 2      |
| 5         | Svizzera    | 0 | 1 | 1 | 2      |
| 6         | Lussemburgo | 0 | 1 | 0 | 1      |
| 7         | Svezia      | 0 | 0 | 2 | 2      |
| Totale    | Totale      | 5 | 5 | 5 | 15     |